# Unusual Stories
Historias inusuales (en inglés: Unusual Stories; pronunciado /ˌʌnˈjuːʒəwəl ˈstɔːriːz/) fue un zine semiprofesional estadounidense de ciencia ficción editado por William L. Crawford y publicado por Fantasy Publishers en Everett, Pensilvania. Una edición parcial de Unusual Storiesse distribuyó a principios de 1934, pero Crawford la renombro Marvel Tales, en mayo de 1934. En los dos años siguientes aparecieron un total de cinco números de Marvel Tales y tres de Unusual Stories.
La revista incluyó obras de escritores conocidos que incluyen, la primera publicación de ‘El jardín del miedo’ de Robert E. Howard; el cuento Celephaïs de H. P. Lovecraft; y la novela corta ‘El creador’ de Clifford D. Simak, que había sido rechazada por los mercados profesionales debido a su tema religioso. 

## Historia
William L. Crawford era un fanático de la ciencia ficción que creía que las revistas pulp de la época eran demasiado limitadas en lo que publicaban. Inusualmente, tenía suficiente dinero para adquirir su propia imprenta. A finales de 1933, con la ayuda de Lloyd Arthur Eshbach; otro fan, distribuyó un volante anunciando una nueva revista, que se titularía Unusual Stories y declarando que ningún tabú le impediría publicar ficción que valiera la pena.
El folleto incluía una página de ‘El Titán’ de P. Schuyler Miller , que Miller no había podido vender a las revistas profesionales debido a su contenido sexual. Su intención era publicar fantasía y terror además de ciencia ficción. Crawford no podía permitirse pagar por los relatos, pero ofrecía a los colaboradores una suscripción de por vida. El historiador de la ciencia ficción Sam Moskowitz sugiere que esto era un intento de ampliar la base potencial de suscriptores de la revista.